# Heinz Quitt
Heinz Quitt (* 27. Februar 1928 in Tröbsdorf; † 6. November 2021 in Wernigerode) war ein deutscher Forstingenieur und Naturschützer in Sachsen-Anhalt.

## Leben
Er wuchs in der Nähe von Weimar auf. Nach dem Schulbesuch studierte Heinz Quitt Forstwissenschaften an der Forstlichen Fakultät der Humboldt-Universität zu Berlin in Eberswalde, wo er den Abschluss als Diplom-Forstingenieur erlangte. Ab 1953 war er als Oberförster im Staatsforstbetrieb Güstrow und anschließend im Staatsforstbetrieb Genthin tätig. Von 1957 bis 1963 war Heinz Quitt Mitarbeiter in der Abteilung Forstwirtschaft des Rates des Bezirkes Magdeburg.
1963 ging er nach Wernigerode in den Harz. Im dortigen Staatlichen Forstwirtschaftsbetrieb arbeitete er bis 1972 als Produktionsdirektor, danach wechselte er nach Ilsenburg (Harz), wo er als Forstmeister die dortige Oberförster leitete. Aus der dortigen Oberförsterei wurde 1991 das Forstamt Ilsenburg, als dessen Forstamtsleiter er bis zum Erreichen des Rentenalters im Februar 1993 wirkte. Seitdem lebt er in Wernigerode im Ruhestand.
Heinz Quitt war von 1963 bis 1988 Naturschutzbeauftragter für den DDR-Bezirk Magdeburg. Er war zugleich von 1960 bis 1986 Vorsitzender des Bezirksfachausschusses Landeskultur und Naturschutz in Magdeburg. Daneben wirkte er mehrere Jahre im Bezirksfachausschuss Dendrologie und Gartenarchitektur. Ferner zählt er zu den Gründungsmitgliedern des Zentralen Fachausschusses Naturschutz in der Gesellschaft für Natur und Umwelt. In Wernigerode war er neben Uwe Wegener u. a. Gründungsmitglied der Gesellschaft zur Förderung des Nationalparks Hochharz, deren Ehrenvorsitzender er später wurde.

## Publikationen (Auswahl)
- Das Kastanienwäldchen bei Wernigerode in historischer und landeskultureller Sicht, 1985
- Die Naturschutzgebiete Sachsen-Anhalts, 1997 (Mitwirkung)

## Ehrungen
- Ehrenvorsitzender der Gesellschaft zur Förderung des Nationalparks Harz[1]
- 2013 Amur-Korkbaum im Lustgarten in Wernigerode